# Sisebut (rei dels visigots)
Sisebut —també Sisebodus o Sisebuth— (?- febrer del 621, Toledo) fou un rei dels visigots del 612 al 621. Fou elegit pels nobles com a successor de Gundemar.

## Tarannà
Sisebut va iniciar el seu regnat en la primavera de l'any 612 i probablement pertanyia a la mateixa tendència nobiliària que el seu antecessor. Se li atribueix la construcció de l'Església de Santa Leocàdia a Toledo, que més tard va ser seu de quatre concilis.
De les seves característiques personals es diu que desaprovava el teatre (pel que sembla en l'època estava mal considerat almenys entre els catòlics, car Isidor de Sevilla també el desaprovava) i en una carta reprèn al bisbe Eusebi de Tarragona — qui ja era bisbe en el sínode provincial de la Tarraconense del 614— per la seva afició a l'art escènic. Designava bisbes, car a la mateixa carta que reprenia a Eusebi, ordenava a aquest, com a metropolità, que consagrés bisbe de Barcelona al portador de la carta. Era contrari que els Bisbes entressin en monestirs, car quan Caecilius de Mentesa (Cecili de Montiel) va voler fer-ho (segurament després del seu alliberament pels romans d'Orient) va ser durament reprès pel rei qui a més va exposar el seu punt de vista a altres bisbes que va fer cridar amb aquesta finalitat. En canvi va tractar afectuosament a Theudila, fill de Cecili, que havia ingressat en un monestir.
Sisebut va participar en la política internacional de l'època, intentant (sense el menor èxit) convertir al catolicisme al rei llombard Adaloald (616-626) que era arrià.
Com a escriptor va gaudir de certa fama a causa d'un poema sobre els eclipsis i a la seva obra Vida de Sant Desideri en la qual narra la vida del sant gal, que va ser executat cap al 606 o 607 per ordre del rei de Borgonya Teodoric i de la seva àvia la visigoda Brunequilda, els dos enemics de diversos reis visigots.

## Regnat

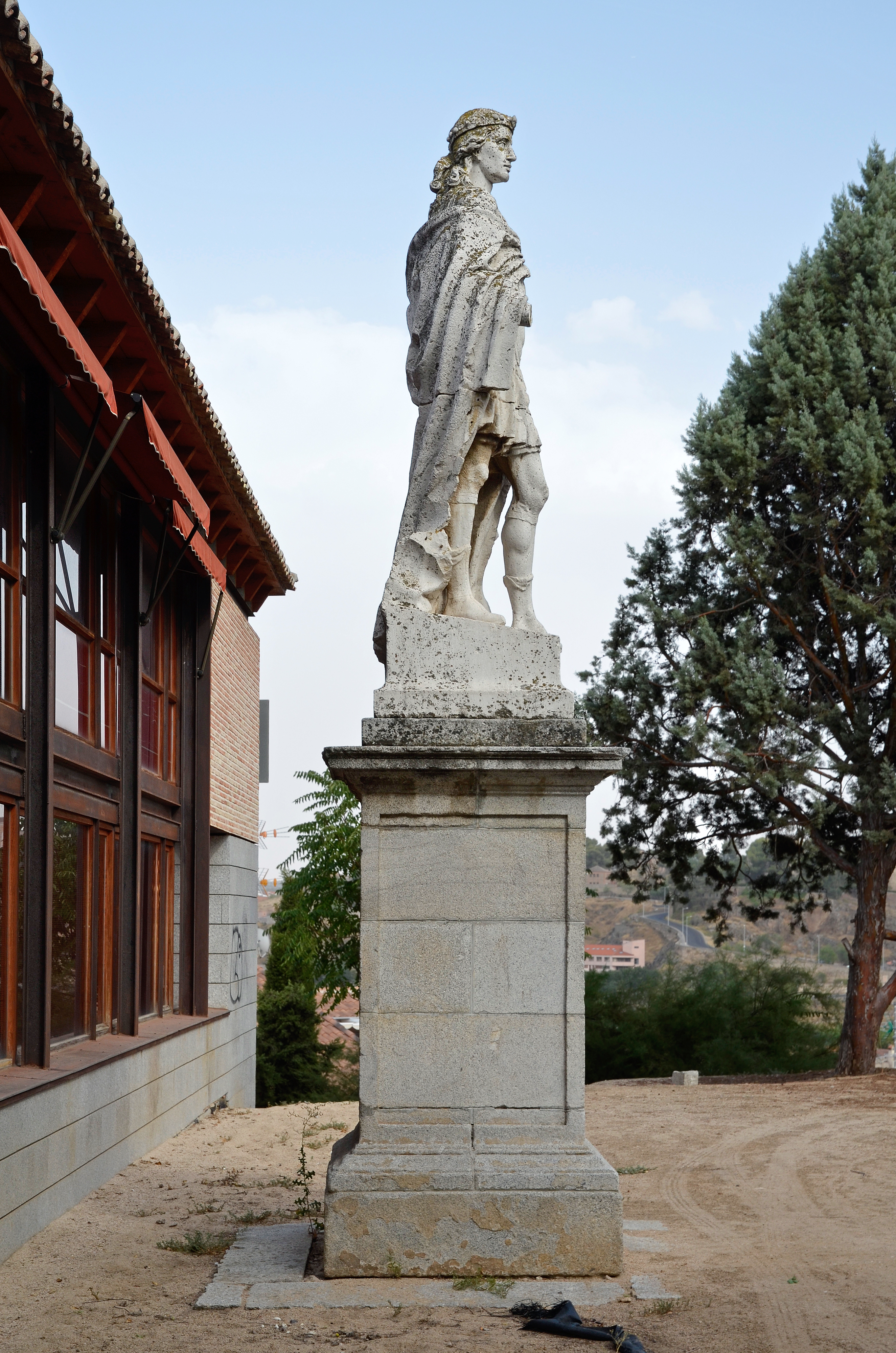
Sisebut, Toledo

### Persecució dels jueus
Amb Sisebut es va iniciar una ferotge persecució religiosa contra els jueus. La primera norma legal sobre això deriva d'una llei complementada mitjançant una carta que va ser enviada a tres bisbes: Caecilius de Mentesa (Montiel), Agapius de Còrdova, i Agapius de Tucci (Martos); així mateix anava adreçada als jutges i capellans d'aquestes tres ciutats i d'altres nou ciutats de la Bètica Oriental i del sud de la Cartaginense. A la Llei el rei deplorava l'incompliment de les normes de Recared sobre els jueus. Deuria ser publicada gairebé al principi del seu regnat, abans de juliol del 612 (i probablement el març o abril). La Llei intentava que cap jueu pogués posseir esclaus cristians, ni manumesos sota el seu patrocini, i fins i tot promovia la idea que cap jueu pogués tenir treballadors a sou (encara que no va arribar a posar-se en pràctica); la llei preveia que els jueus haurien de vendre a cristians i a un preu raonable als seus esclaus cristians i les seves propietats (peculium). No podien vendre'ls als seus correligionaris a Àfrica o França i la venda havia de realitzar-se a prop del lloc de residència; si l'esclau no posseïa propietats el propietari n'havia de proporcionar alguna. El jueu podia manumetre a l'esclau que en aquest cas es convertia en ciutadà romà, subjecte a les lleis corresponents, però sense possibilitat de patrocini per part de l'antic amo jueu. Les vendes fictícies eren castigades severament. La Llei entrava en vigor l'1 de juliol del 612 i si es descobria que després d'aquesta data algun jueu posseïa un esclau se li confiscaria la meitat de les seves propietats i l'esclau seria alliberat. Quan a la conversió d'un cristià al judaisme, es van agreujar de nou les penes (suavitzades per Recared) i, com en temps d'Alaric II, el jueu seria executat i les seves propietats confiscades; el convers al judaisme que no volgués tornar a l'Església catòlica, seria fuetejat públicament, patiria decalvació i seria lliurat com esclau a la corona o a algú designat pel rei. Un jueu que es casés amb un catòlic (el que era il·legal) i es negués a convertir-se, seria desterrat de per vida, però si es convertia al catolicisme podria conservar els seus béns incloent-hi els esclaus. Finalment el rei llançava una maledicció sobre els futurs monarques que no fessin complir la Llei. Pel que sembla la llei de Sisebut va comptar amb l'aprovació del officium palatí, però el clero es va mantenir al marge.
A més de la llei es van posar en pràctica altres mesures per la mera ordre real sense suport d'una llei o un concili: els fills dels matrimonis mixtes haurien de ser batejats com cristians; les conversions forçades es van fer extensives a alguns jueus cap al 615, sense comptar amb l'oberta aprovació de l'Església oficial, que no obstant això va admetre els fets consumats. Alguns jueus van emigrar a França, però sembla que la majoria romangué a Hispània, i passat el furor inicial la persecució va disminuir.

### Campanyes militars al nord
Gairebé immediatament d'accedir al tron es van rebel·lar els àsturs, però Riquila o Rèquila, comte o Thiufadi els va sotmetre ràpidament, encara que probablement sense aconseguir dominar completament les inaccessibles muntanyes asturianes. Altres generals van dominar a la tribu dels roccons, refugiats en les seves muntanyes, que probablement era una tribu gallega o àstur (i no càntabra com suggereixen alguns autors) identificada amb la tribu dels runcons amb la qual havia combatut el rei sueu Miró el 572.
Probablement també va haver-hi revoltes a Cantàbria (vers 612), i els vascons van prosseguir la seva activitat saquejadora doncs a l'any següent (613) Sisebut es va embarcar (no se sap on) en una flota visigoda de recent creació (que es componia d'uns pocs vaixells), i va desembarcar a les costes de Cantàbria i Autrigònia (Vardúlia, Carístia i Autrigònia) per combatre a càntabres i vascons, sense que sapiguem el resultat dels combats, encara que és segur que no van aconseguir dominar completament les zones muntanyoses de Cantàbria i segurament tampoc van poder controlar totalment als ferotges vascons de l'actual Euskadi.

### Eclipsis
En els anys 611 i 612 alguns eclipsis van ser visibles en diverses parts d'Hispània, i segurament la ignorància del poble va propiciar un renaixement de pràctiques paganes, fins i tot bastant esteses al camp i majoritàries en determinades zones com Astúries, Cantàbria i Bascònia. Mentre estava en campanya a Cantàbria o el País Basc, en el 613, Sisebut va compondre un notable poema sobre els eclipsis, que va dirigir al bisbe de Sevilla Isidor. El poema es titula Astronomicon  i consta de cinquanta-cinc versos hexàmetres llatins.

### Concili d'Ègara
El 13 de gener del 614 es va reunir el concili d'Ègara presidit pel metropolità Eusebi de Tarragona, en el qual es van confirmar les decisions del sínode d'Osca del 598 sobre celibat de clergues.

### Campanyes militars al sud
El 614 i el 615 va combatre contra els romans d'Orient, contra els que va obtenir diverses victòries, i entre elles una de molt important: la conquesta de Màlaga. En el Sínode de Sevilla del 619 ja apareix a les actes el Bisbe de Màlaga Teodulf. Sembla que el governador romà d'Orient Carsarius (Cesariu) va apel·lar al rei visigot perquè cessés la guerra per evitar que corregués més sang catòlica, i Sisebut, molt sensible, el va atendre, car tot indica que en una tercera campanya hauria aconseguit expulsar definitivament els romans d'Orient. Carsarius va alliberar al bisbe Caecilius de Mentesa (Montiel) al qual tenia presoner, i es va ajustar la pau. Alguns autors sostenen que les tropes visigodes van travessar l'Estret i van sotmetre algunes places romanes d'Orient o de caps berbers més o menys vinculats als grecs.

### Darrers anys
Res important se sap de les seves activitats entre el 616 i el 619. En aquest últim any es va convocar un sínode provincial de la Bètica a Hispalis, a l'Església del Sagrat Cor, presidit pel bisbe Isidor de Sevilla. Va assistir a l'acte un funcionari amb el títol de Viri Illustris i el càrrec de Rector rerum fiscalium, que probablement era el delegat del comes patrimonii (comte del patrimoni) a la Bètica, que tenia un nom got (Suanila) el que indicaria que alguns gots començaven a assumir funcions que abans sol sabien desenvolupar els romans. També va assistir un altre Vir Il·lustre al qual es fa referència com a rector rerum publicarum, anomenat Sisiscle, que es creu havia de ser el comte local o el dux provincial. Es va ocupar d'algunes qüestions disciplinàries i organitzatives, dels errors en el dret canònic fetes pel difunt bisbe de Còrdova Agapius (mort el 619), i de la secta dels acèfals, que estava adreçada pel que sembla per un sirià anomenat Gregori, que tenia el rang de bisbe dins de l'organització, i que va ser convençut per Isidor de l'error de les seves idees sent admès a l'Església Catòlica, després de reconèixer que hi havia dues naturaleses en una sola persona, un únic i mateix Jesucrist, i que la naturalesa de la divinitat no podia patir.
Sisebut va morir de mort natural el febrer del 621, a Toledo, essent succeït pel seu fill Recared II.